# 池田優斗
池田 優斗（いけだ ゆうと、2005年（平成17年）6月25日 - ）は、日本の歌手、俳優であり、5人組ボーイズグループ・WILD BLUEのメンバー。

## 略歴
埼玉県出身。2023年7月末までワタナベエンターテインメントに所属していた。2010年、当時5歳から俳優の仕事をスタートさせ、CMや教育番組などに出演。
2011年3月にドラマW 『深追い』でテレビドラマ出演、2014年5月にキカイダー REBOOTで映画出演を果たした。
当時の池田は、
| 「                                                                                  | 気づいたらいまに至っていました。 最初のころは気づきませんでしたが、演技をしていくなかで俳優という仕事に魅力を感じるようになりました。 コメディー系の役や真逆の猟奇的な役など、まだまだやったことのない役に挑戦してみたいです。カメレオン俳優と呼ばれるくらい演技派俳優になりたい。 | 」 |
| —池田優斗（シネマトゥデイ「佐藤健の少年時代を熱演！『ひとよ』池田優斗に注目」より） | |    |

と目標を掲げていた。

## 出演

### テレビドラマ
- 深追い（2011年3月20日、WOWOW） - 高田拓也 役[6]
- IS〜男でも女でもない性〜 （2011年7月18日 - 9月19日、テレビ東京）[6]
- ゴーストママ捜査線〜僕とママの不思議な100日〜（2012年7月7日 - 9月15日、日本テレビ） - 三井ゆうと 役[6]
- 大河ドラマ（NHK）
  - 平清盛（2012年1月8日 - 12月23日） - 清次（平基盛幼少期） 役[7]
  - 西郷どん（2018年1月7日 - 12月16日） - 有村俊斎（幼少期） 役[6]
  - 麒麟がくる 第16話（2020年5月3日） - 松平元信 役[8]
- ウロボロス〜この愛こそ、正義。（2015年1月16日 - 3月20日、TBS） - 那智聡介（幼少期）役[6]
- テレビ朝日21世紀新人シナリオ大賞『化石の微笑み』（2015年3月29日、テレビ朝日）[6]
- 三匹のおっさん2〜正義の味方、ふたたび!!〜（2015年4月24日 - 6月12日、テレビ東京） - 中沢俊太 役[9]
- 月曜ゴールデン「世田谷駐在刑事3」 （2015年8月10日、TBS） - 小林修平 役[10]
- いつかこの恋を思い出してきっと泣いてしまう（2016年1月18日 - 3月21日、フジテレビ） - 曽田練（幼少期）役[6]
- キャリア〜掟破りの警察署長〜（2016年10月9日 - 12月11日、フジテレビ） - 遠山金志郎（幼少期） 役[6]
- 100万円の女たち（2017年4月14日 - 6月30日、テレビ東京）[6]
- やけに弁の立つ弁護士が学校でほえる（2018年4月21日 - 5月26日、NHK総合） - 早川拓海 役[11]
- グッド・ドクター 第8話（2018年8月30日、フジテレビ） - 早見翔太 役[12]
- デジタル・タトゥー 第1回・第2回・第5回（2019年5月18日・25日・6月15日、NHK総合） - タイガ（幼少期） 役[13]
- SEDAI WARS（2020年1月6日 - 2月17日、MBS） - 筧翔太 役[14]
- 監察医 朝顔 第2シリーズ 第2話（2020年11月9日、フジテレビ） - 矢野諒 / 矢野一馬 役[15][16]
- 青のSP―学校内警察・嶋田隆平―（2021年1月12日 - 3月16日、関西テレビ・フジテレビ） - 西田雄一 役[17]
- ここは今から倫理です。（2021年1月16日 - 3月13日、NHK総合） - 谷口恭一 役[18]
- コールドケース3 ～真実の扉～ 第6話（2021年1月16日、WOWOW） - 牧村雄大（少年期）役
- ハコヅメ〜たたかう！交番女子〜 第3話・第4話（2021年7月21日・28日、日本テレビ） - 早見健 役
- お耳に合いましたら。 第9話（2021年9月10日、テレビ東京） - 高校生 役
- トーキョー製麺所 第4話（2021年9月28日、MBS） - 黄本翔 役[19]
- 愛しい嘘〜優しい闇〜（2022年1月 - 3月、テレビ朝日） - 中野幸（中学生時代） 役
- 家政夫のミタゾノ 第5シリーズ 第1話（2022年4月22日、テレビ朝日） - 林田智之 役
- 教祖のムスメ（2022年6月2日 - 7月15日、毎日放送 他） - 本間拓実 役[20]
- 私小説 -発達障がいのボクが純愛小説家になれた理由-（2023年4月7日・8日、テレビ朝日） -  伊佐山ジン（高校生時代） 役
- ペンディングトレイン-8時23分、明日 君と（2023年4月21日 - 6月23日、TBS） - 萱島達哉 役[21][22]

### 配信ドラマ
- Y!mobile 放課後ドラマシリーズ『パラレルスクールDAYS』（2019年2月19日・2月25日、YouTube）[23][24]

### 映画
- キカイダー REBOOT（2014年5月24日、東映） - 光明寺マサル 役[5]
- at Home アットホーム（2015年8月22日、ファントム・フィルム） - 森山隆史 役[25][26]
- ライチ☆光クラブ（2016年2月13日、日活） - タミヤ（幼少期） 役
- ひそひそ星（2016年5月14日、日活）[27]
- ビジランテ（2017年12月9日、東京テアトル） - 神藤二郎（幼少期） 役
- まく子（2019年3月15日、日活） - 柳田孝太 役[28]
- ひとよ（2019年11月8日、日活） - 稲村雄二（少年時代） 役[29]
- 糸（2020年8月21日、東宝） - 竹原直樹（幼少期） 役[29][30]
- 滑走路（2020年11月20日、KADOKAWA） - 鷹野裕翔 役[31][32]
- キャラクター（2021年6月11日、東宝） - 原秀幸 役
- 流浪の月（2022年5月13日、ギャガ） - 高校生 役

### 吹き替え
- リトルプリンス 星の王子さまと私（2015年11月21日、ワーナー・ブラザース映画） - 星の王子 役[33]
- コウノトリ大作戦!（2016年11月3日、ワーナーブラザース映画） - ネイト 役[34]
- 美女と野獣（2017年4月21日、ウォルト・ディズニー・スタジオ・モーション・ピクチャーズ） - チップ 役[35]
- あの夏のルカ（2021年6月18日、Disney+） - アルベルト・スコルファノ 役[36]

### テレビアニメ
- 闇芝居 第3期 第10話・第13話（2013年3月13日・16日・4月3日、テレビ東京）[37]

### その他のテレビ番組
- えいごであそぼ（2010年、NHK教育）

### Webバラエティー
- Disney イッツ・ア・クイズワールド 第1話（2019年、ディズニーデラックス）

### ラジオドラマ
- 青春アドベンチャー「さよなら、田中さん」（2018年7月2日 - 6日、NHK-FM）[38]

### CM
- 天藤製薬「ボラギノール」（2010年）
- 朝日新聞社「祖父のこと」篇（2014年）[39]
- 任天堂「ニンテンドー3DS ポケットモンスター サン・ムーン」（2016年）
- DAZN「FOR YOU～J.LEAGUEを、共に高みへ。～」（2017年）[40]
- 日本マクドナルド「マックシェイク×カルピス」（2018年）[41]
- ブリヂストンサイクル「今日も、君と。 おはようの練習」篇（2019年）[42]
- 日本赤十字社「勇気のリレー」篇（2022年）[43]
- 明光義塾【明光義塾2022年夏期CM】「やればできる」の記憶をつくる（2022年）[44][45]

### 舞台
- エリザベート（2015年・2016年） - 少年ルドルフ 役[46][47]
- DISCOVER WORLD THEATRE vol.4『民衆の敵』（2018年11月29日 - 12月23日、Bunkamuraシアターコクーン）[48][49]

### DVD
- エリザベート 2016年版キャスト DVD Blackバージョン（2016年12月16日） - 少年ルドルフ 役[46]

### ミュージックビデオ
- flumpool「君に届け」( A Spring Breath ver.)（2022年3月11日）
- flumpool「A Spring Breath」（2022年3月16日）